# Lee Hyeong-geun
Lee Hyeong-geun   (Gangjin County, 7 de desembre de 1964 - Seül, 4 de setembre de 2022) és un aixecador de peses sud-coreà, ja retirat, que va competir durant la dècada de 1980.
El 1988 va prendre part en els Jocs Olímpics d'Estiu de Seül, on guanyà la medalla de bronze en la competició del pes pesant lleuger del programa d'halterofília. En el seu palmarès també destaca una medalla de plata als Jocs Asiàtics de 1990.